# Горњи Добреноец
Горњи Добреноец (мкд. Горно Добреноец) је насеље у Северној Македонији, у западном делу државе. Горњи Добреноец припада општини Кичево.

## Географија
Насеље Горњи Добреноец је смештено у западном делу Северне Македоније. Од најближег већег града, Кичева, насеље је удаљено 15 km западно.
Горњи Добреновец припада историјској области Горња Копачка. Село је положено на јужним падинама планине Бистре, изнад долине реке Треске, која овде тече горњим делом свог тока. Надморска висина насеља је приближно 750 метара.
Клима у насељу је планинска због знатне надморске висине.

## Становништво
Горњи Добреноец је према последњем попису из 2002. године имао 56 становника.
Већинско становништво су етнички Македонци (100%).
Претежна вероисповест месног становништва је православље.